# Eremogone graminea
Eremogone graminea là loài thực vật có hoa thuộc họ Cẩm chướng. Loài này được (C.A.Mey.) C.A.Mey. mô tả khoa học đầu tiên năm 1835.